# جاك بليسينج
جاك بليسينج (بالإنجليزية: Jack Blessing)‏ هو ممثل أمريكي، ولد في 29 يوليو 1951 ببالتيمور في الولايات المتحدة، وتوفي في 14 نوفمبر 2017 في الولايات المتحدة.

## أعمال

### أفلام
- (2006)  قصة ريكي بوبي[5]

## وصلات خارجية
- جاك بليسينج على موقع IMDb (الإنجليزية)
- جاك بليسينج على موقع روتن توميتوز (الإنجليزية)
- جاك بليسينج على موقع ألو سيني (الفرنسية)
- جاك بليسينج على موقع إن إن دي بي (الإنجليزية)
- جاك بليسينج على موقع قاعدة بيانات الفيلم (الإنجليزية)